# Delta County (Colorado)
Delta County is een county in de Amerikaanse staat Colorado.
De county heeft een landoppervlakte van 2.958 km² en telt 27.834 inwoners (volkstelling 2000). De hoofdplaats is Delta.